# PEC施禾利
PEC施禾利（PEC Zwolle），荷兰兹沃勒市的一个足球俱乐部。2021-22球季俱樂部排名第18位，翌季降級到荷蘭足球乙級聯賽。2022-23球季俱樂部排名第2位，翌季升級到荷蘭足球甲級聯賽。